# Унтерајзесхајм
Унтерајзесхајм (њем. Untereisesheim) општина је у њемачкој савезној држави Баден-Виртемберг. Једно је од 46 општинских средишта округа Хајлброн. Према процјени из 2010. у општини је живјело 4.141 становника. Посједује регионалну шифру (AGS) 8125096.

## Географски и демографски подаци
Унтерајзесхајм се налази у савезној држави Баден-Виртемберг у округу Хајлброн. Општина се налази на надморској висини од 161 метра. Површина општине износи 3,7 km². У самом мјесту је, према процјени из 2010. године, живјело 4.141 становника. Просјечна густина становништва износи 1.128 становника/km².

## Међународна сарадња
| Мјесто | Држава    | Врста сарадње | Од    |
| ------ | --------- | ------------- | ----- |
|        | Француска | партнерство   | 1995. |
| Извор  |           |               |       |